# Sook-Yin Lee

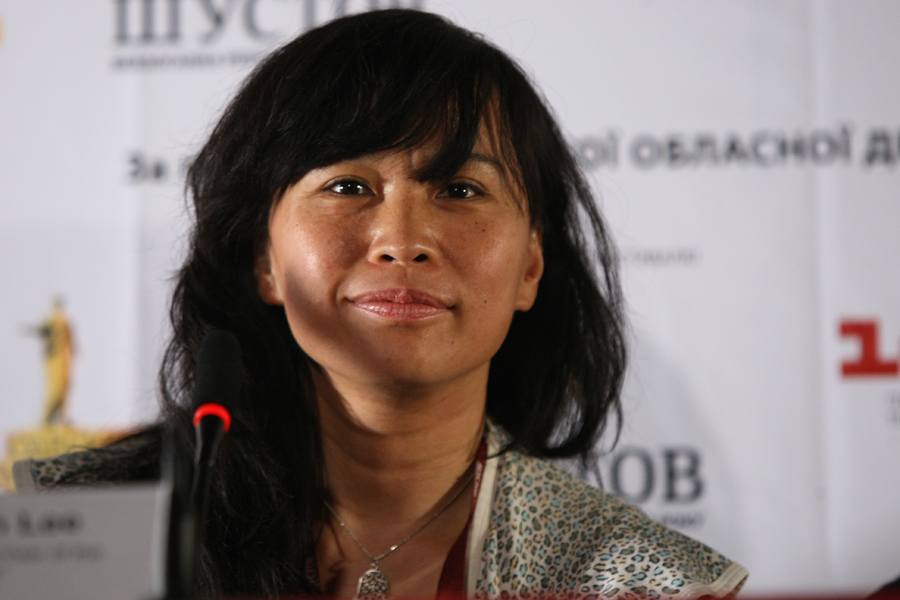
Sook-Yin Lee, en 2010.

Sook-Yin Lee (née en 1966 à Vancouver, en Colombie-Britannique), est une actrice, chanteuse et animatrice de radio canadienne.

## Biographie
Lee commence sa carrière comme chanteuse au sein de Bob's Your Uncle, un groupe de rock alternatif dans les années 1990 ; elle aime à incorporer souvent des techniques d'Art performance. Lorsque le groupe se sépare, Lee continue une carrière musicale en solo, publie plusieurs albums et joue au théâtre, dans des films et à la télévision. Elle est actuellement chanteuse du groupe Slan.
En 1995, Lee devient vidéo jockey pour MuchMusic. Elle se fait connaître comme animatrice de l'émission de musique alternative de MuchMusic, The Wedge.
Après six années, en 2001, elle quitte MuchMusic. L'année suivante, elle est choisie pour animer le magazine de pop culture du samedi après-midi sur CBC Radio One, Definitely Not the Opera.
En 2006, elle devient le centre d'une polémique quand CBC menace de la licencier parce qu'elle a accepté de jouer dans Shortbus, un film de John Cameron Mitchell, dans lequel elle a des relations sexuelles non simulées. Après que le public et des célébrités comme Francis Ford Coppola, Michael Stipe et Yoko Ono prennent position pour Lee, la CBC fait machine arrière et le film sort finalement en salles en 2006.
À l'automne 2004, elle produit et anime un documentaire en faveur de Terry Fox dans le cadre de la série télévisée de CBC The Greatest Canadian.

## Discographie
- 1993 : Tale of Two Legs, avec Bob's Your Uncle
- 1993 : Cages, avec Bob's Your Uncle
- 1994 : Lavinia's Tongue (Zulu Records)
- 1996 : Wigs 'n Guns (Zulu Records)
- 2010 : Year Of The Carnivore , avec Buck 65 et Adam Litovitz (Last Gang Records)
- 2015 : JOOJ, avec Adam Litovitz (Last Gang Records)
- 2021 : jooj two, avec Adam Litovitz (Mint Records)

## Filmographie

### Cinéma
- 1995 : Bad Company de Damian Harris : serveuse
- 1998 : Boy Meets Girl (en) de Jerry Ciccoritti : Judy
- 2001 : Hedwig and the Angry Inch de John Cameron Mitchell : Kwahng-Yi
- 2001 : The Art of Woo d'Helen Lee : Alessa Woo
- 2005 : 3 Needles de Thom Fitzgerald : Tong Xiu, la femme du cultivateur de riz
- 2006 : Shortbus de John Cameron Mitchell : Sofia
- 2013 : Jack : Olivia Chow

### Télévision
- 1993 : Relentless: Mind of a Killer de John Patterson (téléfilm) : Jennifer
- 1994 : Green Dolphin Beat de Tommy Lee Wallace (téléfilm) : Mai-ling
- 1994 : M.A.N.T.I.S. (série), épisodes Thou Shalt Not Kill et Revelation : Woo Kang
- 1995 : Sliders (série), épisode Le Monde selon Lénine : Pat
- 1997 : The Newsroom (série), épisode Parking : secrétaire du parking
- 2000 : Island of Shadows: D'Arcy Island Leper Colony, 1891-1924 d'Erik Paulsson (téléfilm documentaire) : narrateur (voix off)